# Tonganosaurus
Tonganosaurus là một chi khủng long, được Li K. Yang C. Liu J. & Wang Z. mô tả khoa học năm 2010.